# Steve Landesberg

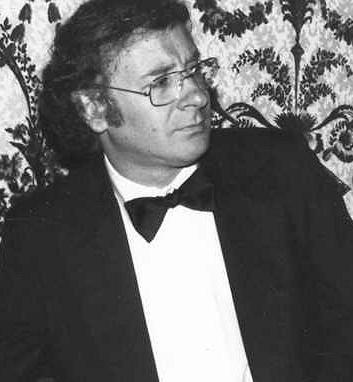
Steve Landesberg

Steve Landesberg (New York, 23 november 1936 – aldaar, 20 december 2010) was een Amerikaans acteur en scriptschrijver, vooral bekend van zijn rol als det. sgt. Arthur Dietrich in de comedyserie Barney Miller. Ook trad hij op als komediant en deed hij veel voice-overs. Hij debuteerde in 1971 met een rolletje in de film You've Got to Walk It Like You Talk It or You'll Lose That Beat van Peter Locke.

## Biografie
Landesberg werd geboren in New York. Zijn moeder was een hoedenmaakster en zijn vader de eigenaar van een supermarkt. Hij maakte deel uit van de toneelgroep New York Stickball Team, vooral bekend om hun improvisaties. Verscheidene shows van de groep zijn te zien geweest op de Amerikaanse kabeltelevisie, kort na het einde van Barney Miller in 1982. Naast zijn vele rollen in televisieseries, verscheen Landesberg ook in films als Wild Hogs, Leader of the Band en Forgetting Sarah Marshall. Als gastacteur was hij onder meer te zien in The Rockford Files, Law & Order, Ghost Whisperer, Saturday Night Live, The Golden Girls en Everybody Hates Chris. 
Meest recent speelde Landesberg een hoofdrol in de comedyserie Head Case, in de rol van psychiater Myron Finklestein. Hij schreef het scenario voor zeven afleveringen.
Landesberg overleed op 74-jarige leeftijd aan darmkanker.

## Filmografie
- You've Got to Walk It Like You Talk It or You'll Lose That Beat (1971) - Bediende herentoilet
- Blade (1973) - Debaum
- Paul Sand in Friends and Other Lovers (televisieserie) - Fred Meyerbach (9 afl., 1974-1975)
- Black Bart (korte film, 1975) - Reb Jordan
- When Things Were Rotten (televisieserie) - Tovenaar (afl. Those Wedding Bell Blues, 1975)
- On the Rocks (televisieserie) - Rol onbekend (afl. The Desperate Hours, 1976)
- The Rockford Files (televisieserie) - Kenny Hollywood/Frank Rhinehart (afl. There's One in Every Port, 1977)
- Fish (televisieserie) - Det. Arthur Dietrich (afl. Fire, 1977)
- Barney Miller (televisieserie) - Det. Sgt. Arthur Dietrich (136 afl., 1975-1982)
- Insight (televisieserie) - Rol onbekend (afl. For Love or Money, 1982)
- Mr. President (televisieserie) - Rol onbekend (afl. Lois Gets Lucky, 1987)
- 9 to 5 (televisieserie) - Rol onbekend (afl. Marsha's Lie, 1988)
- Leader of the Band (1988) - Eddie Layton
- Final Notice (televisiefilm, 1989) - Lt. Al Frank
- Harry and the Hendersons (televisieserie) - Coleman (afl. Harry Goes Home, 1991, Who's Forest Is It Anyway?, 1991)
- Dinosaurs (televisieserie) - Gary (afl. High Noon, 1991, stem)
- Seinfeld (televisieserie) - Cameo (afl. The Chinese Restaurant, 1991, niet op aftiteling)
- Mission of the Shark: The Saga of the U.S.S. Indianapolis (televisiefilm, 1991) - Lipscombe
- The Golden Girls (televisieserie) - Dr. Halperin (afl. Mother Load, 1991, The Monkey Show: Part 1 & 2, 1991)
- Ladybugs (1992) - Dr. Von Kemp (niet op aftiteling)
- Little Miss Millions (1993) - Harvey Lipschitz
- Sodbusters (televisiefilm, 1994) - Gunther Schteuppin
- The Crazysitter (1995) - Det. Bristol
- Capitol Critters (televisieserie) - Rol onbekend (afl. Into the Woods, 1995, stem)
- Best Defense (televisiefilm, 1995) - Openbaar aanklager
- For Goodness Sake II (1996) - Rol onbekend
- Pearl (televisieserie) - Saul Steinberg (afl. Homecoming: Part 1 & 2, 1996)
- Tracey Takes On... (televisieserie) - Mr. Hart (afl. Money, 1997)
- Dave's World (televisieserie) - Dean Riordan (afl. Oh Dad, Poor Dad, 1997)
- Law & Order (televisieserie) - Howard Cahill (afl. Ritual, 1997)
- Cosby (televisieserie) - Mr. Rollins (afl. 1040 Not-So-EZ, 1998)
- Conrad Bloom (televisieserie) - George Dorsey (afl. Pilot, 1998, The Unsinkable Conrad Bloom, 1998)
- Puppet (1999) - Charles
- Two Guys, a Girl and a Pizza Place (televisieserie) - Bergs vader (afl. Foul Play, 1999)
- Twice in a Lifetime (televisieserie) - Barry Kirkbride/George Doorwood (afl. Birds of Paradise, 2000)
- Harvey Birdman, Attorney at Law (televisieserie) - Dr. Quincy (afl. Death by Chocolate, 2002, stem)
- Harvey Birdman, Attorney at Law (televisieserie) - Schout (afl. Shoyu Weenie, 2002, stem, The Dabba Don, 2002, stem)
- King of the Corner (2004) - Gregory Peck (stem)
- A Lousy 10 Grand (2004) - Aanklager
- Harvey Birdman, Attorney at Law (televisieserie) - Grok (afl. Beyond the Valley of the Dinosaurs, 2005, stem)
- Ghost Whisperer (televisieserie) - Stan Rosenfeld (afl. Undead Comic, 2005)
- That '70s Show (televisieserie) - Cal (afl. Sheer Heart Attack, 2006)
- Just Jordan (televisieserie) - Conrector Cheney (afl. Home Alone in the Diner, 2007, No Justice, No Pants, 2007)
- Wild Hogs (2007) - Accountant
- Forgetting Sarah Marshall (2008) - Dr. Rosenbaum
- Everybody Hates Chris (televisieserie) - Mr. Levine (afl. Everybody Hates Mr. Levine, 2009)
- American Dad! (televisieserie) - Bernie (afl. Stan's Night Out, 2009, stem)
- Head Case (televisieserie) - Dr. Myron Finklestein (28 afl., 2007-2009)
- The Cleaner (televisieserie) - Bernie Zellman (afl. Does Everybody Have a Drink?, 2009)

- International Standard Name Identifier: 0000 0000 3956 3362
- Library of Congress Control Number: no00049199
- Virtual International Authority File: 75861113
- WorldCat: E39PBJcR8Pq8tDyrYYkpkjRh73